# Lombardo Boyar
Lombardo Boyar est un acteur américain né le 1er décembre 1973 à El Paso au Texas.

## Filmographie

### Cinéma
- 1996 : Rant : Lalo
- 1997 : Tear It Down
- 1998 : 17 and Under : un membre du gang
- 1999 : Candyman 3 : Le Jour des morts : Enrique
- 1999 : Blink of an Eye : Guillermo
- 1999 : En direct sur Ed TV : le mec de New York
- 2000 : 60 secondes chrono : l'infirmier
- 2000 : Aniki, mon frère : Mo
- 2001 : La Loi des armes : Zeke
- 2002 : P.S. Your Cat Is Dead! : Eddie Tesoro
- 2002 : Simone : le paparazzi
- 2002 : Never Get Outta the Boat : Cesar
- 2003 : The Wounded : Cartoon
- 2005 : American Gun : Hector
- 2006 : Happy Feet : Raul
- 2008 : Panique à Hollywood : le garde
- 2008 : Le Chihuahua de Beverly Hills : le chien qui prie
- 2008 : The Last White Dishwasher : Rudy Valentine
- 2009 : Next Day Air : Carlos
- 2010 : Sex Addicts : Ramon
- 2011 : Happy Feet 2 : Raul
- 2012 : Least Among Saints : Armando
- 2013 : Une sale grosse araignée : Jose Ramos
- 2013 : Viva America : Ricardo
- 2013 : Halfway to Hell de Richard Friedman : Emilio
- 2014 : Space Dogs : Chip
- 2014 : Spiralmind : Ramon
- 2014 : La Planète des singes : L'Affrontement : Terry
- 2014 : Teach Me Love : Ernesto
- 2016 : The Last Heist : le vendeur
- 2016 : Ulterior Motives: Reality TV Massacre : Hector
- 2016 : Bad Santa 2 : Valet Boss
- 2017 : The Bird Who Could Fly : Député Lombardo
- 2017 : Guerra : Carlo
- 2017 : Pup Star: Better 2Gether : le chien du garde de sécurité
- 2017 : Coco : le mariachi de la place et Gustavo
- 2018 : Josie : Romero
- 2019 : Pup Star : le doberman du garde
- 2020 : Time in Between : Mario

### Télévision
- 1996-1997 : Esprits rebelles (en) : Fatty (2 épisodes)
- 1997 : Alerte à Malibu : Hector Molina (1 épisode)
- 1997 : Walker, Texas Ranger : Luis Falco Lopez (1 épisode)
- 1997-2001 : New York Police Blues : Tino et George Ruiz (3 épisodes)
- 1998 : Urgences : Morris Campbell (1 épisode)
- 1998 : Frasier : le livreur (1 épisode)
- 1998-1999 : Les Dessous de Palm Beach : plusieurs personnages (3 épisodes)
- 1999 : Le Flic de Shanghaï : Pablo (1 épisode)
- 1999 : Au service de la loi : Tachi (1 épisode)
- 1999 : Becker : Hector (1 épisode)
- 1999 : Le Caméléon : Seelye (1 épisode)
- 1999-2004 : Rocket Power : Lars Rodriguez (39 épisodes)
- 2000 : X-Files : Aux frontières du réel : Député Juan Molina (1 épisode)
- 2001 : Division d'élite (1 épisode)
- 2001 : Six Feet Under : Powerful (1 épisode)
- 2001-2006 : The Bernie Mac Show : Chuy (34 épisodes)
- 2002 : Associées pour la loi : Officier Dash (1 épisode)
- 2002 : First Monday (1 épisode)
- 2002 : Les Nuits de l'étrange : Perez (1 épisode)
- 2003 : 24 heures chrono : Ramon Garcia (2 épisodes)
- 2003 : Les Experts : Jesse Commons (1 épisode)
- 2003 : Boomtown : Eddie (1 épisode)
- 2004 : Agence Matrix : Diego Rodriguez (1 épisode)
- 2004 : Boston Justice : Ramone Valasquez (1 épisode)
- 2005 : FBI : Portés disparus : Jorge Hernandez (1 épisode)
- 2005 : The Shield : Hernesto (1 épisode)
- 2005 : Over There : Sergio del Rio (9 épisodes)
- 2005 : Joey : Dave (1 épisode)
- 2006 : La Classe : Scott (1 épisode)
- 2006 : Standoff : Les Négociateurs : Felix Aguila (1 épisode)
- 2007 : Les Motards de l'espace : Chaz Divini (1 épisode)
- 2007-2008 : Notes from the Underbelly : Hector (3 épisodes)
- 2008 : Raising the Bar : Justice à Manhattan : Freddy Valerio (1 épisode)
- 2009 : The Closer : L.A. enquêtes prioritaires : Victor Rivera (1 épisode)
- 2009 : Cold Case : Affaires classées : Cal Acevedo en 2009 (1 épisode)
- 2009 : Les Experts : Miami : Carlos Guzman (1 épisode)
- 2010 : Modern Family : Jose (1 épisode)
- 2010 : Miami Medical : Eddie Del Valle (1 épisode)
- 2011 : Southland : M. Estrada (1 épisode)
- 2011 : Breakout Kings : Carlos Zepeda (1 épisode)
- 2012 : Le Monde selon Tim : le fils d'Eduardo (1 épisode)
- 2012 : NCIS : Enquêtes spéciales : Felix Quintero (1 épisode)
- 2012 : Awake : Jose (1 épisode)
- 2012 : GCB : Duarte (1 épisode)
- 2013 : Shameless : Manuel (1 épisode)
- 2014 : Jessie : Boomer (3 épisodes)
- 2014 : Real Husbands of Hollywood : le garde (1 épisode)
- 2014-2015 : Film Pigs : lui-même (4 épisodes)
- 2014-2016 : First Murder : Edgar Navarro (32 épisodes)
- 2015 : The Player : Carlos Salvado (1 épisode)
- 2016 : Esprits criminels : Unité sans frontières : Cedro Pena (1 épisode)
- 2016 : Papa a un plan : Dad (1 épisode)
- 2017 : American Crime : Rodrigo (1 épisode)

### Jeu vidéo
- 2004 : The Chronicles of Riddick: Escape from Butcher Bay : Theo, Alonzo et Barassa
- 2006 : Happy Feet : Raul
- 2008 : Turok : Gonzales
- 2009 : The Chronicles of Riddick: Assault on Dark Athena : Theo, Alonzo et Barassa
- 2011 : Rango : Lupe
- 2011 : Call of Juarez: The Cartel : Flaco et autres personnages